# Soemo de Sofena
Caio Júlio Soemo Filocésar Filorromeu (em grego: Γάιος Ιούλιος Σόαιμος Φιλοκαίσαρ Φιλορωμαίος; romaniz.: Gáios Ioúlios Sóaimos Philocaísar Philorо̄maíos; em latim: Gaius Julius Sohaemus Philocaesar Philorhomaeus, lit. "Caio Júlio Soemo, amante de César, amante de Roma"), também conhecido como Soemo de Emesa ou Soemo de Sofena, foi um príncipe e rei sacerdote cliente romano da Síria que viveu no século I. Governou o Reino de Sofena de 54 a 73. Seu nome pode derivar da raiz aramaica ŠḤM, que descrevia a cor preta.

## Vida
Soemo nasceu numa data incerta. Era o segundo filho do rei Samsigéramo II (r. 14–47/8) e da rainha Jotapa e irmão de Azizo, o primeiro esposo de Drusila, irmã de Herodes Agripa II; Jotapa, que se casou com Aristóbulo Menor; e Júlia Mameia, que se casou com Polemão II (r. 38–62) do Reino do Ponto. Azizo morreu em 54, o primeiro ano do reinado de Nero (r. 54–68), segundo Barbara Levick, ou 65, segundo Warwick Ball, e foi sucedido por Soemo. Numa data desconhecida em seu reinado, se tornou o patrono da colônia romana de Heliópolis (atual Balbeque). Em homenagem ao seu patrocínio de Heliópolis, uma estátua de Soemo com uma inscrição honorífica acompanhada foi dedicada a ele na cidade. A inscrição honorária em latim diz:
| “ | Regi magno C(aio) Iulio Sohaemo regis magni Sam- sigerami f(ilio), philo- caesari et philo- [r]okmaeo, honora- t[o ornamentis] consulari- b[us-------------------------------]. patrono coloniae (duum)viro quinquenn(ali) L(ucius) Vitellius L(uci) f(ilius) Fab(ia tribu) Soss[i]a[nus]. | ” |

A inscrição dedica e homenageia Samsigéramo II com seu filho Soemo, cada um como um grande rei [Regis Magni]. Na inscrição, Soemo é homenageado como um duúnviro quinquenal; um patrono da colônia em Heliópolis e recebeu a ornamenta consularia [estatuto consular honorário]. No primeiro ano de seu reinado, sob o imperador romano Cláudio ou Nero, Soemo recebeu a província romana de Sofena para governar. Como Sofena estava perto da nascente do rio Tigre, teria sido capaz de montar seus arqueiros para afastar os partas. Durante seu reinado, as relações emesenas com o governo romano se estreitaram. Quando Vespasiano se tornou imperador em 69, Soemo foi um dos primeiros a jurar lealdade a ele. Ao falecer em 73, foi sucedido por seu filho Caio Júlio Alexião.